# Alejandro Daniel Giorgi
Alejandro Daniel Giorgi (* 25. Januar 1959 in Buenos Aires, Argentinien) ist ein argentinischer Geistlicher und römisch-katholischer Weihbischof im Erzbistum Buenos Aires.

## Leben
Alejandro Daniel Giorgi empfing am 17. November 1990 das Sakrament der Priesterweihe durch den Erzbischof von Buenos Aires, Antonio Quarracino.
Am 14. Februar 2014 ernannte ihn Papst Franziskus zum Titularbischof von Summa und zum Weihbischof in Buenos Aires. Die Bischofsweihe spendete ihm und dem gleichzeitig ernannten Weihbischof Ernesto Giobando SJ der Erzbischof von Buenos Aires, Mario Aurelio Kardinal Poli, am 3. Mai desselben Jahres. Mitkonsekratoren waren der Bischof von Lomas de Zamora, Jorge Rubén Lugones SJ, der Bischof von Azul, Hugo Manuel Salaberry Goyeneche SJ, der Bischof von Jujuy, César Daniel Fernández, und der emeritierte Weihbischof in Buenos Aires, Horacio Ernesto Benites Astoul.